# Kasta
Kasta a Kusita Királyság uralkodója, Alara utóda volt. Hatalma már részben kiterjedt Felső-Egyiptomra is, ahol fia, Piye a XXV. dinasztia alapítója lett. Neve (k3š-t3, kiejtése talán /kuʔʃi-taʔ/) jelentése „a kúsi”, „a kusita”.

## Uralkodása Felső-Egyiptomban
Kasta Napatából (Szudán mai fővárosától, Kartúmtól 400 km-re északra) kormányozta országát, befolyása nagy mértékben kiterjedt Felső-Egyiptomra is azáltal, hogy lányát, Amenirdiszt elfogadtatta a hivatalban lévő Ámon isteni felesége, I. Sepenupet, III. Oszorkon fáraó lányának utódjaként. Ez kulcsfontosságúnak bizonyult abban, hogy a kusita hatalom Kasta uralma alatt kiterjedjen Egyiptomra is, mert legitimálta a kusiták hatalomátvételét Théba környékén. Török László azt írja, hogy Kasta uralma alatt valószínűleg már magában Thébában is léteztek kusita helyőrségek, hogy biztosítsák a király hatalmát Felső-Egyiptom fölött és megakadályozzanak egy esetleges megszállást Alsó-Egyiptom felől. Török megjegyzi, hogy azt, hogy Kasta békésen vette át a hatalmat Felső-Egyiptom fölött és jelent meg Felső- és Alsó-Egyiptom királyaként, az is mutatja, hogy III. Oszorkon leszármazottai, III. Takelot és Rudamon továbbra is magas társadalmi pozíciót élveztek Thébában, a 8. század végén, a 7. század első felében is, mint azt temetkezésük is mutatja a városban, valamint az is, hogy I. Sepenupet és I. Amenirdisz, Kasta lánya közösen tevékenykedtek. Egy Kasta uralkodása idejéből származó sztélé előkerült Elephantinéból (ma Asszuán), Hnum templomából; ez is mutatja Kasta uralmát a terület fölött. A sztélén uralkodói neve, a Nimaatré áll.
Az egyiptológusok ma úgy tartják, vagy őt, vagy – nagyobb valószínűséggel – Piyét említik egy jól ismert feliraton a Vádi Gaszuszban, a 12. évben. A felirat Kasta lányát, Amenirdiszt említi a hivatalban lévő isteni feleség, Sepenupet 19. évével kapcsolatban.
Kasta uralkodásának hossza ismeretlen. Egyes források őt tekintik az egyiptomi XXV. dinasztia alapítójának, mivel ő volt az első kusita király, akiről tudni, hogy uralmát kiterjesztette Felső-Egyiptomra is. Uralkodása alatt országának őslakos kusita népe, a Nílus harmadik és negyedik kataraktája között, gyors ütemben magáévá tette az egyiptomi hagyományokat, vallást és kultúrát.

## Családja
Elődje, Alara testvére lehetett. Dunham és Macadam szerint Alara és Kasta is lehet, hogy a lánytestvérét vette feleségül, de Morkot szerint erre nincs világos bizonyíték.
Kasta egyetlen ismert felesége Pebatjma volt. Gyermekeik:
- Piye – Valószínűleg Kasta fia. Anyja talán Pebatjma.
- Sabaka – I. Amenirdisz testvéreként említik, tehát Kasta és Pebatjma fia.[10][11]
- Hensza – Piye felesége, valószínűleg Kasta[11] és talán Pebatjma lánya.[10]
- Pekszater (vagy Pekareszlo) – Piye felesége volt, Abüdoszban temették el. Lehet, hogy akkor halt meg, amikor elkísérte Piyét egyiptomi hadjáratára.[11] Laming és Macadam szerint Pebatjma fogadott lánya.[12]
- I. Amenirdisz – Egy szobra említi, hogy Kasta és Pebatjma lánya.
- Noferukakasta – Valószínűleg Kasta[11] és talán Pebatjma lánya.[10]

## Sírja
Az el-kurrui piramisok közt megtalálhatóak Kasta és több utódja sírjai. A temető legmagasabban fekvő részén 4 tumulusz található (Tum.1,2,4 and 5). Ezektől keletre legalább nyolc piramis sora áll. Egyikük részben ráépült az egyik tumuluszra (Tum.19). A legdélebbi piramis Kastáé és feltehetőleg a feleségéé, Pebatjmáé. Ez előtt a sor előtt egy másik sor áll, köztük Piye, Sabaka és Tanutamani sírja. Pebatjma feltételezett piramisától délre át kell kelni a déli vádin, hogy elérjük a déli, királynéi piramisokat: Naparaye (K.3), Hensza  (K.4), Kalhata (K.5) és Arti (K.6) sírját.

## Fordítás
- Ez a szócikk részben vagy egészben  a   Kashta című angol Wikipédia-szócikk ezen változatának fordításán alapul.  Az eredeti cikk szerkesztőit annak laptörténete sorolja fel. Ez a jelzés csupán a megfogalmazás eredetét és a szerzői jogokat jelzi, nem szolgál a cikkben szereplő információk forrásmegjelöléseként.